# Spatelkruiskruid
Spatelkruiskruid (Tephroseris helenitis, synoniemen: Senecio helenitis, Senecio spathulifolius, Tephroseris spathofolia) is een vaste plant uit de composietenfamilie (Asteraceae). De soort komt van nature in Europa: België, Frankrijk, Duitsland, Spanje, Zwitserland, Oostenrijk en Joegoslavië. De soort is in Nederland verdwenen, maar komt nog wel voor in België. Het aantal chromosomen is 2n=48.
De plant wordt 20-80 cm hoog en is enigszins wollig behaard. De stengel is gestreept. De bladeren zijn aan de onderkant wollig behaard. De 2-10 cm lange en 1-4 cm brede, gesteelde rozetbladeren zijn spatel- tot eivormig en hebben een grof gekartelde-getande bladrand. De stengelomvattende, breed lancetvormige stengelbladeren worden naar de top van de stengel steeds kleiner.
Spatelkruiskruid bloeit vanaf juni tot in augustus met 2-4 cm grote, gele bloemen, die met drie tot vijftien in een tuil zitten. Er zijn per hoofdje 12-13, 10,2-16 mm lange en 1,4-3,9 mm brede lintbloemen. Er zijn 25-54, 5,4-7,7 mm lange en 0,8-1,8 mm brede buisbloemen. Het omwindsel is 8-12 mm lang en heeft een krans van 13-19, 5,6-9,1 mm lange en 0,9-1,9 mm brede omwindselbladen. De gele helmknoppen zijn 1.8-2.3 mm lang
De 3-4 mm lange en 0,6-1 mm brede vrucht is een gegroefd, behaard nootje met wit, 6-10 mm lang vruchtpluis.

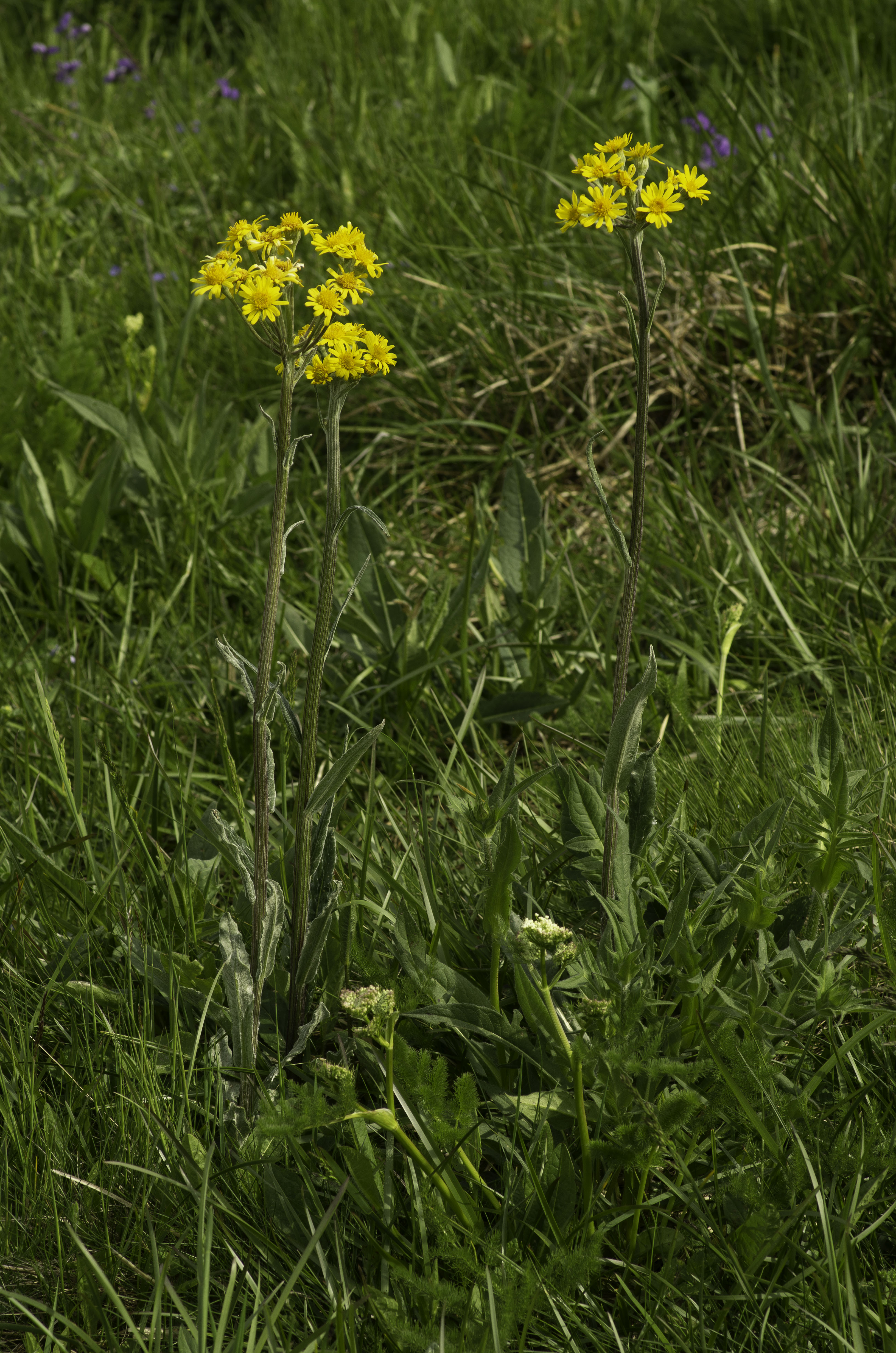
Planten
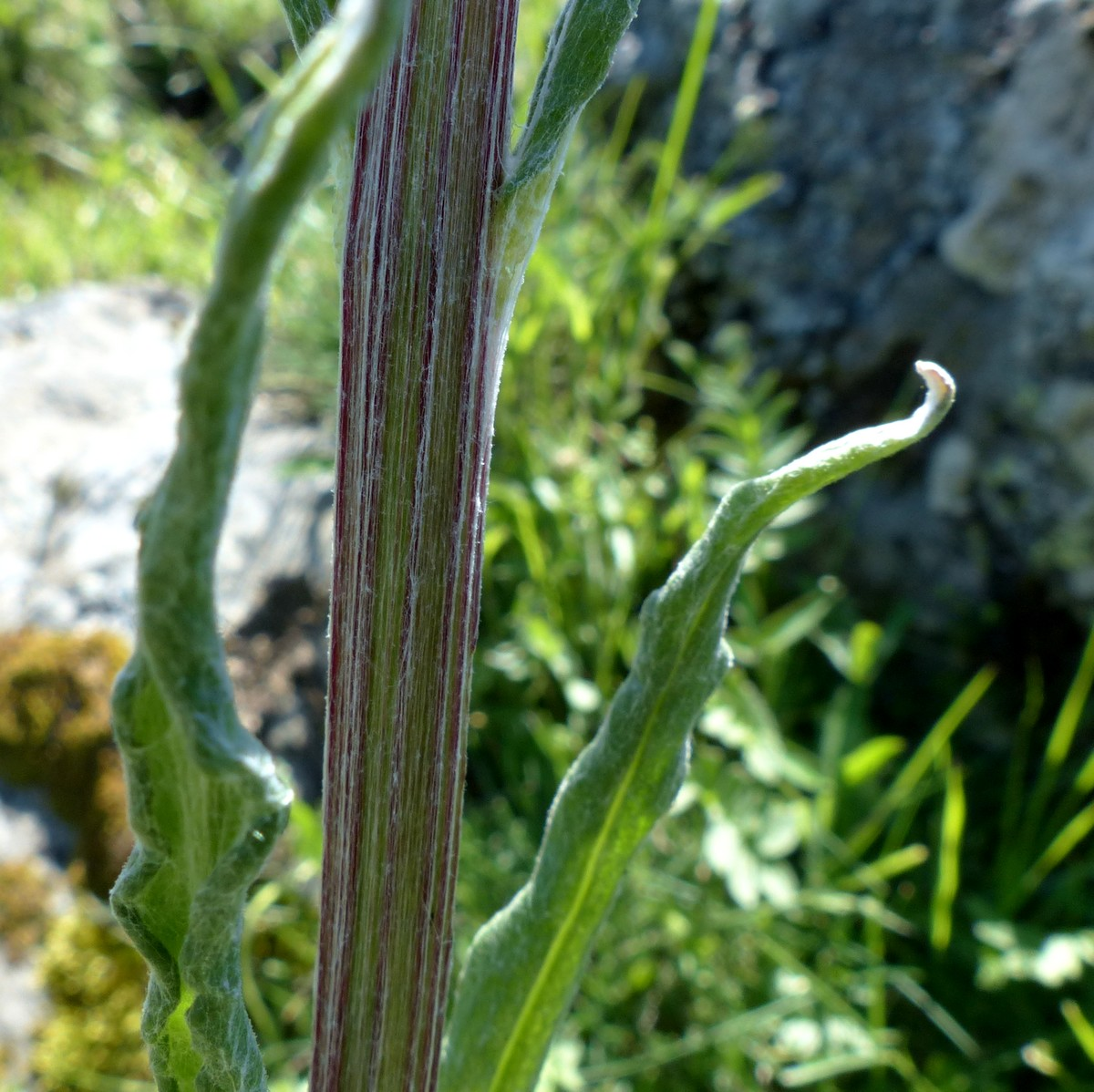
Stengel
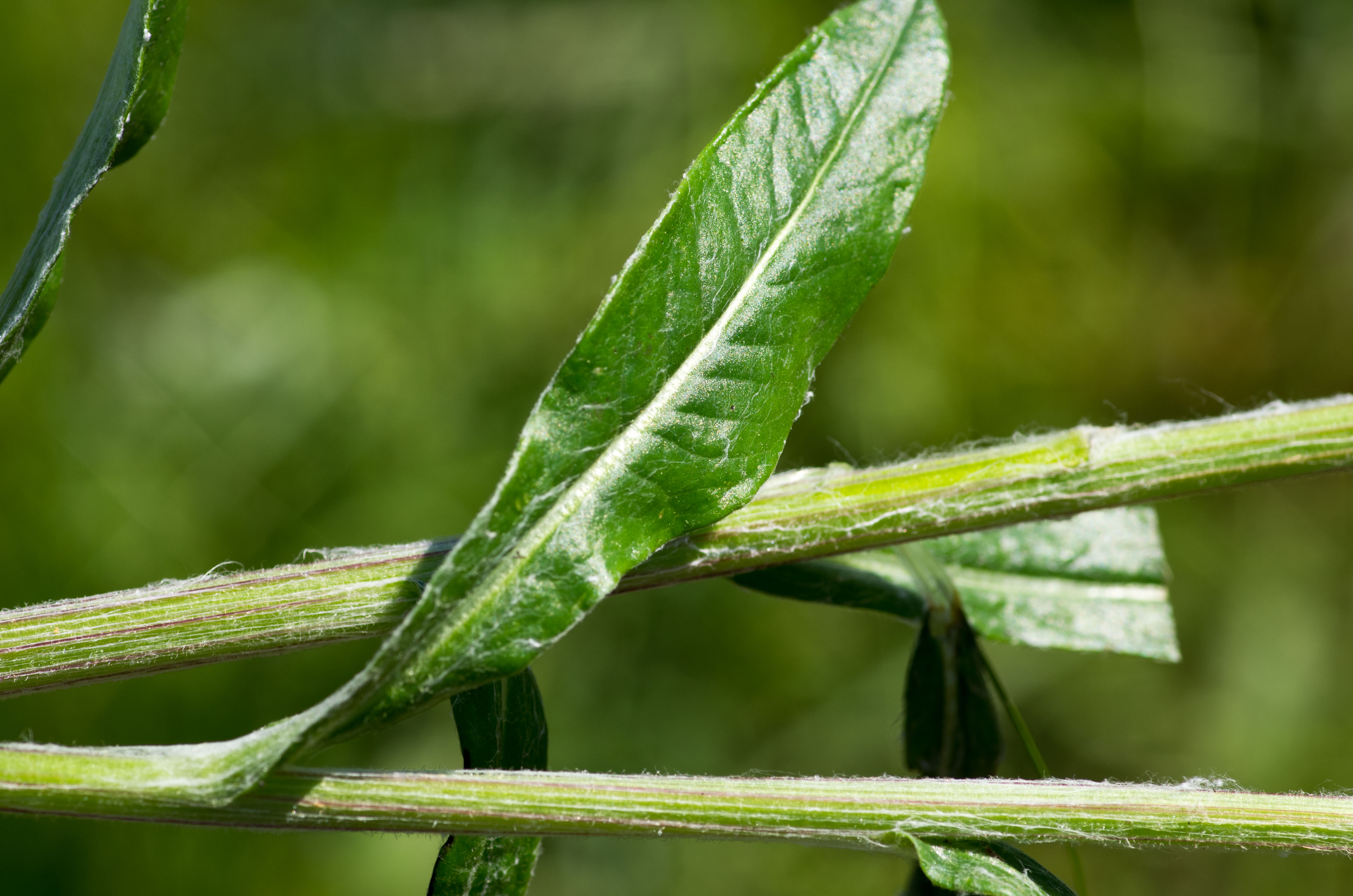
Stengelblad
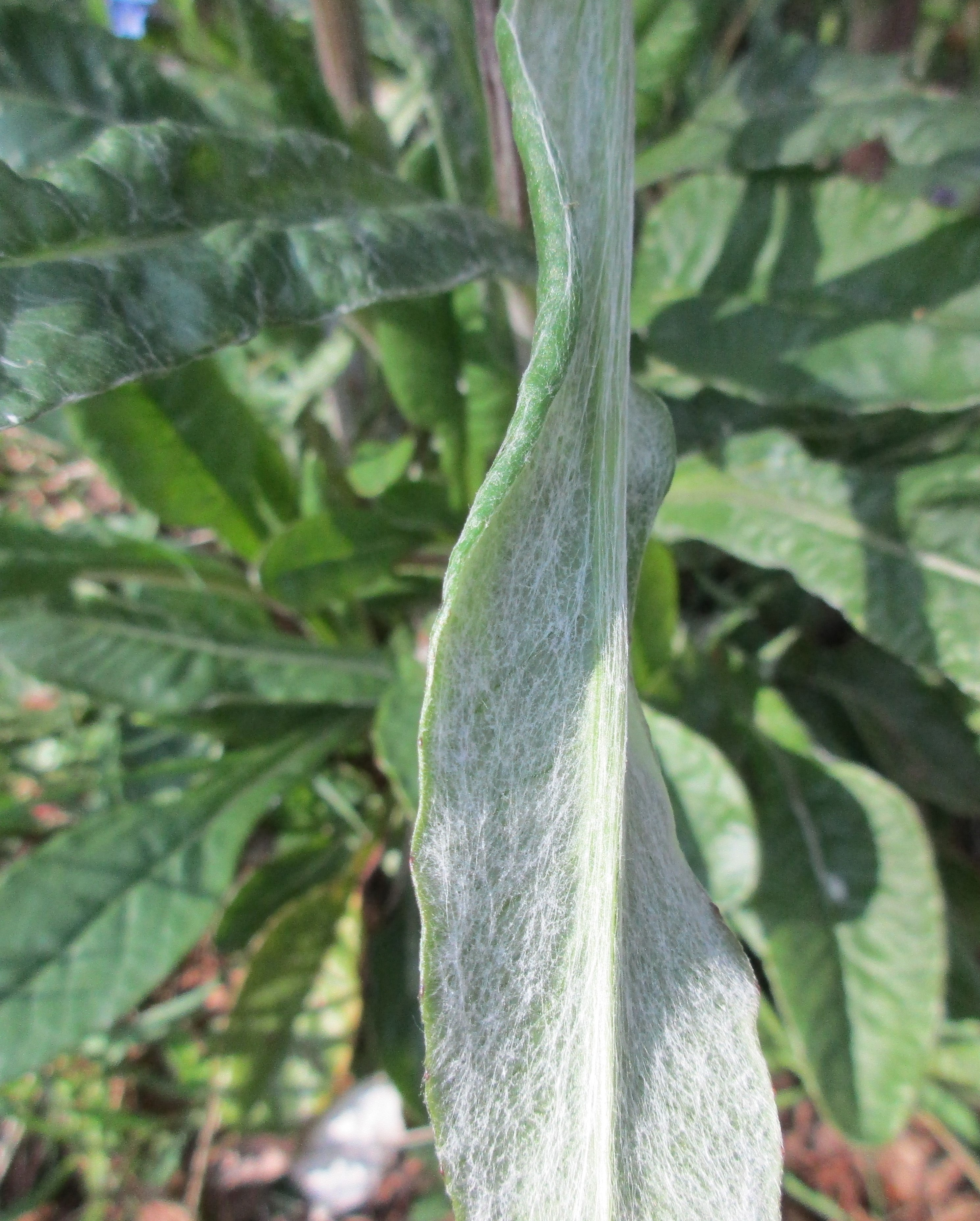
Achterkant blad
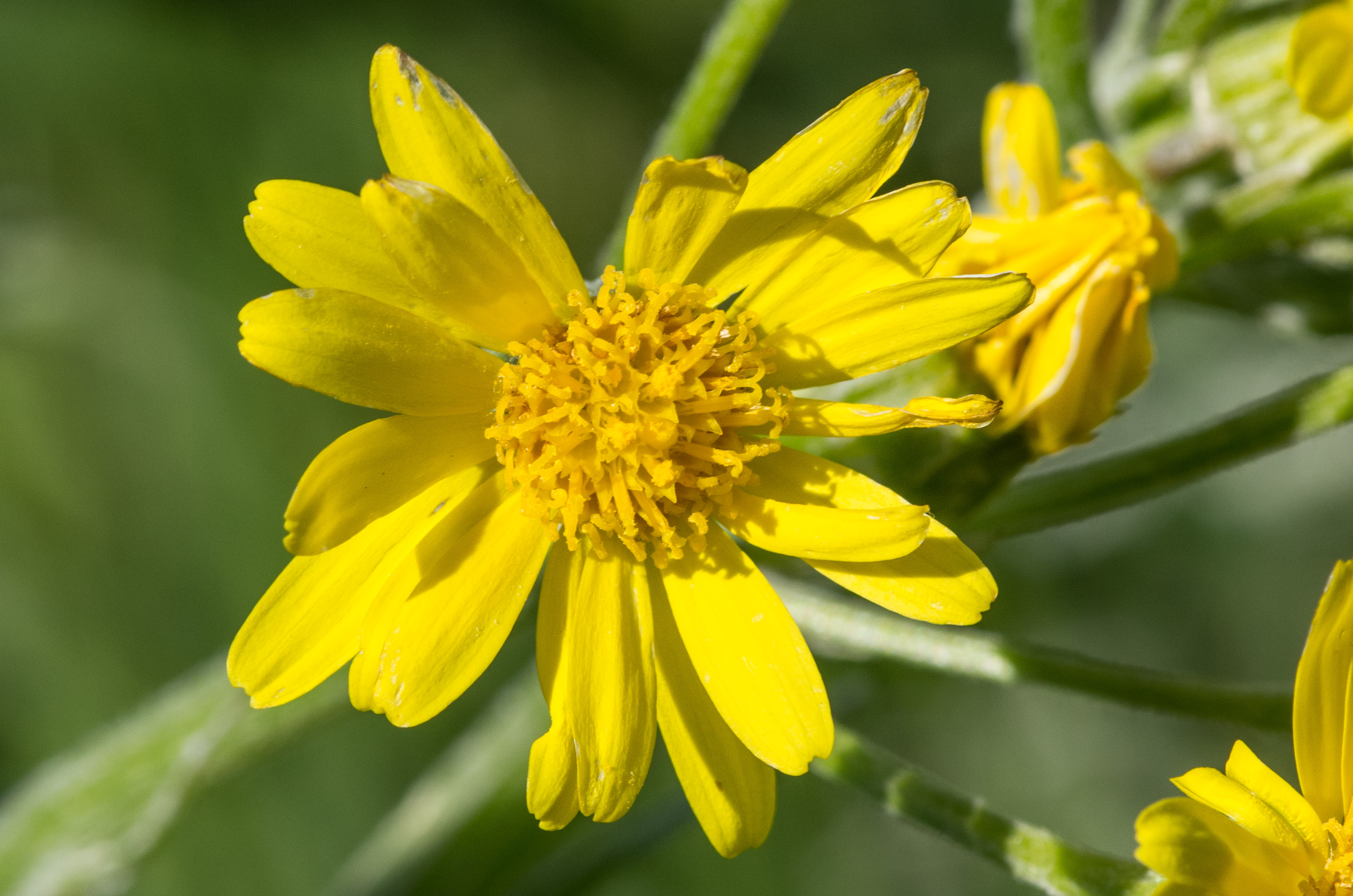
Hoofdje
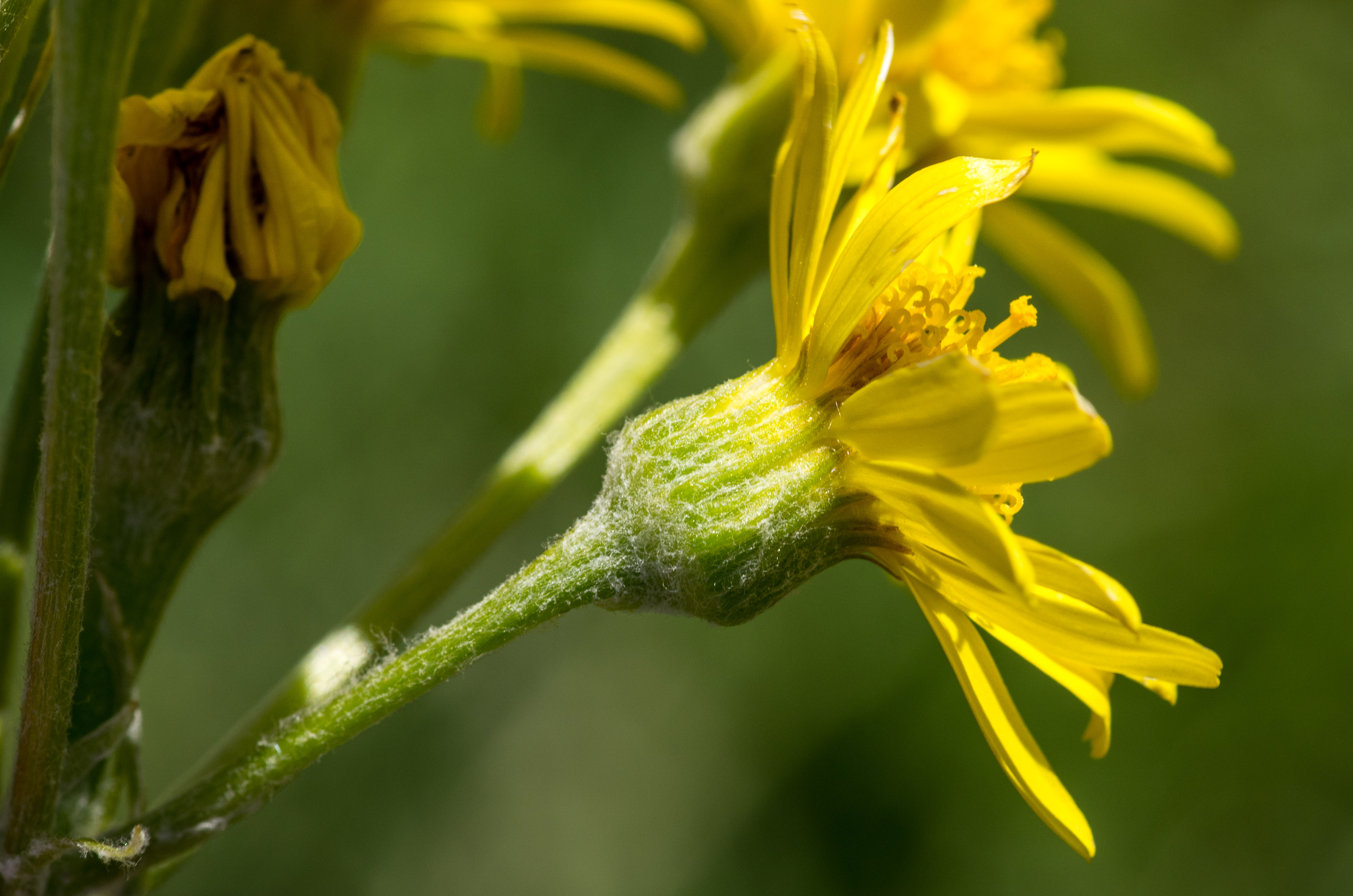
Omwindsel

Spatelkruiskruid komt voor in de duinen, maar vooral op natte weiden.. Verder komt de plant voor op stenige plaatsen en in loofbossen.

## Ondersoorten en variëteiten
- Tephroseris helenitis subsp. arvernensis (Rouy) B.Nord.
- Tephroseris helenitis subsp. candida (Corb.) B.Nord.
- Tephroseris helenitis subsp. helenitis (L.) B.Nord.
- Tephroseris helenitis subsp. macrochaeta (Willk.) B.Nord.
- Tephroseris helenitis subsp. salisburgensis (Cuf.) B.Nord.
- Tephroseris helenitis var. discoidea (DC.) Kerguélen

of
- Senecio helenitis subsp. arvernensis (Rouy) Cufod.
- Senecio helenitis subsp. gaudinii (Gremli) Schinz & Thell.
- Senecio helenitis subsp. helenitis
- Senecio helenitis subsp. macrochaetus (Willk.) Brunerye
- Senecio helenitis subsp. salisburgensis Cufod.
- Senecio helenitis var. helenitis